# 遠輕町
遠輕町（日语：／ Engaru chō */?）位於北海道鄂霍次克綜合振興局中部。連接北海道中部和鄂霍茨克海的北見峠位於町內西端，中部的遠輕地區作為北海道中部與紋別市、北見市、網走市之間的交通樞紐而繁榮。遠輕町總面積在北海道排名第四，次於北見市、足寄町、釧路市，人口在北海道村鎮內則排名第六。町內的白瀧地區是合氣道的發源地，而西白瀧地區是日本舊石器時代黑曜石石器的主要產地之一（白瀧地質公園）。每年初秋可在當地目睹日本最大型的大波斯菊園。
町名的來源和町內著名的瞰望岩有關，名稱源自阿伊努語的「inkar-us-i」意思為適合眺望的地方。

## 概要
遠輕町在2005年10月1日由原本的遠輕町以及生田原町、丸瀨布町、白瀧村合併新設而成。町內盛行樂團演奏，北海道遠輕高等學校的樂團先後進入全日本樂團競賽7次，町內的中學和小學也常進入全國性比賽。

## 地理
遠輕町夏冬之間溫差很大，每年5月開始會有焚風現象，氣溫甚至會超過30度。但在7月過後，又會因為鄂霍次克海高氣壓的緣故使溫度迅速降低；冬季期間的氣溫有時會低於零下20度，站在高地還可以遠眺鄂霍次克海的流冰。

## 歷史
- 1869年：屬於和歌山藩的管轄地。[6]
- 1896年：位於仙台的日本基督教會成立了北海道同志教育會，計畫在北海道的遠輕地區建立基督教大學，第一批移民團於隔年5月7日抵達遠輕地區，成為最初的集體移民；但最後興建大學的計畫並未實現。
- 1919年4月1日：從上湧別村（現在的上湧別町）分村，成為二級村遠輕村。[7]
- 1925年1月1日：生田原村從遠輕村分村。
- 1934年4月1日：改制為遠輕町 。
- 1946年8月1日：丸瀨布村、白瀧村從遠輕町分村。
- 1953年10月1日：丸瀨布村改制為丸瀨布町。
- 1954年4月1日：生田原村改制為生田原町。
- 2005年10月1日：遠輕町、生田原町、丸瀨布町、白瀧村合併新設為遠輕町。

## 產業
當地主要產業為商業、林業、木材加工業和農業。由於遠輕車站過去是舊名寄本線和石北本線的交會站，具有重要的交通地位，因此帶動當地的商業發展。

## 交通

### 機場
- 紋別機場（位於紋別市）
- 女滿別機場（位於大空町）

### 鐵路
- 北海道旅客鐵道
  - 石北本線：（奧白瀧信號場） - 上白瀧車站 - 白瀧車站 - 舊白瀧車站 - 下白瀧車站 - 丸瀨布車站 - 瀨戶瀨車站 - 遠輕車站 - 安國車站 - 生野車站 - 生田原車站
- 過去曾經有名寄本線通過遠輕車站，已於1989年5月1日廢線。

### 道路
| 高速道路 - 旭川紋別自動車道：奧白瀧交流道 - 白瀧休息區 - 白瀧交流道 - 舊白瀧出入口 - 丸瀨布交流道 一般國道 - 國道242號 - 國道333號 主要地方道 - 北海道道137號遠輕雄武線 | 道道 - 北海道道244號遠輕芭露線 - 北海道道305號紋別丸瀨布線 - 北海道道306號丸瀨布上渚滑線 - 北海道道333號遠輕停車場線 - 北海道道336號上社名淵上湧別線 - 北海道道493號奧瀨戶瀨瀨戶瀨停車場線 - 北海道道558號白瀧原野白瀧停車場線 - 北海道道592號湯里生田原停車場線 - 北海道道711號社名淵瀨戶瀨停車場線 - 北海道道1032號遠輕安國線 - 北海道道1070號上武利丸瀨布線 |

### 巴士
- 北海道北見巴士
- 北紋巴士
- 遠輕町營巴士
- 北海道北見巴士、道北巴士、北海道中央巴士（高速遠輕號）

## 觀光景點
| 遠輕地區 - 瞰望岩 - 太陽之丘遠輕公園 - 湧別川河川地流水公園 - 瀨戶瀨溫泉 - 瀨戶瀨水庫和寒河江公園 - 福路向日葵園 - 鄉土館 - 先史資料館 丸瀨布地區 - 丸瀨布森林遊樂區、蒸汽火車頭雨宮21號 - 丸瀨布昆蟲生態館 - 和平山公園 - 丸瀨布溫泉 - 山彦瀑布 - 鹿鳴瀑布 - 十三瀑布 生田原地区 - 木製玩具世界館 - 生田原溫泉 - 鄂霍次克文學館 - 鄂霍次克文學石碑公園 - 歌句碑路 白瀧地區 - 白瀧遺跡群 - 白瀧溫泉 | - 白瀧遺跡群（國指定史跡） - 幌加川遺跡出土石器群（北海道指定有形文化財）：遠輕町先史資料館藏 - 白瀧的流紋岩球顆（北海道指定天然記念物） - 丸瀨布紫藤節（6月上旬） - 鰣魚節（7月上旬） - 木頭玩具王國（8月上旬） - （7月） - 大波斯菊開花宣言焰火大會（8月） - 丸瀨布觀光節（8月上旬） - 山遊村落節（8月下旬） - 大波斯菊慶典（9月） - 湧別原野100km滑雪橫越大賽（2月第4個星期日） |

## 教育

### 高等學校
| - 道立北海道遠輕高等學校 （页面存档备份，存于） | - 道立北海道遠輕郁凌高等學校 |

### 中學校
| - 遠輕町立遠輕中學校 - 遠輕町立南中學校 - 遠輕町立丸瀨布中學校 | - 遠輕町立生田原中學校 - 遠輕町立安國中學校 - 遠輕町立白瀧中學校 |

### 小學校
| - 遠輕町立遠輕小學校 - 遠輕町立南小學校 - 遠輕町立東小學校 - 遠輕町立瀨戶瀨小學校 - 遠輕町立丸瀨布小學校 | - 遠輕町立生田原小學校 - 遠輕町立安國小學校 - 遠輕町立白瀧小學校 - 遠輕町立支湧別小學校 |

### 特殊學校
- 北海道紋別養護學校向日葵學園 （页面存档备份，存于）

### 其他
| - 社會福利法人北海道家庭學校 | - 社會福利法人北光學園 （页面存档备份，存于） |

## 姊妹市・友好都市

### 海外
- 巴斯图斯（巴西 聖保羅州）
- Moirans-en-Montagne（法國 汝拉省）

## 本地出身的名人
- 安彦良和：動畫製作人、漫畫家，代表作為機動戰士鋼彈。
- 湖川友謙：動畫製作人。
- 田中雅美：游泳選手，2000年夏季奧林匹克運動會女子混合接力銅牌。
- 堀達也：前北海道知事，1995年至2003年期間擔任了兩任的知事，現為札幌大學理事長。
- 植芝盛平：合氣道創始者，出身於和歌山縣田邊市，1912年隨紀州開團前來白瀧地方開墾。
- 丸尾忠：職業拳擊選手。

## 外部連結
- （日語）えんがる町观光協会 观光名胜介绍 （页面存档备份，存于）
- （中文）北海道賞花之旅 - 太陽之丘遠輕公園
- （日語）遠輕觀光協會 （页面存档备份，存于）
- （日語）木製世界玩具館
- （日語）湧別川流域部會
- （日語）丸瀨布昆蟲生態館
- （日語）道路休息站 - 白瀧
- （日語）湧別原野100km滑雪橫越大賽 （页面存档备份，存于）
- （日語）遠輕町立支湧別小學校山村留學推進協議會 （页面存档备份，存于）
- （日語）遠輕地區4町村合併協議會
- （日語）遠輕商工會議所 （页面存档备份，存于）